# Wałentyn Silwestrow
Wałentyn Wasylowycz Silwestrow, ukr. Валентин Васильович Сільвестров (ur. 30 września 1937 w Kijowie) – ukraiński kompozytor, Ludowy Artysta Ukrainy, laureat Państwowej Nagrody im. Tarasa Szewczenki.
W 1963 roku ukończył Konserwatorium Kijowskie, gdzie studiował kompozycję u Borysa Latoszynskiego. W połowie lat sześćdziesiątych XX wieku Silwestrow stał się słynnym kompozytorem kierunku awangardowego, korzystając z techniki dodekafonicznej, aleatorycznej i sonorystycznej. Dzieła Silwestrowa zaczęli grać tacy muzycy, jak Gidon Kremer, Aleksiej Lubimow czy Iwan Monighetti.
W latach siedemdziesiątych XX wieku kompozytor porzucił techniki awangardowe i zaczął orientować się na postmodernizm.
Dorobek twórczy Silwestrowa:
- 7 symfonii
- utwory na solistów i orkiestrę, m.in. „Metamuzyka” na fortepian z orkiestrą
- kameralne utwory, m.in. „Spektry”, „kwartet piccolo”
- utwory na chór
- dzieła wokalne, m.in. cykl „ciche pieśni”
- utwory fortepianowe, m.in. 3 sonaty, „kicz-muzyka”,
- muzyka filmowa

## Odznaczenia
- 1997 – Order „Za zasługi” III klasy[1]
- 2007 – Order Księcia Jarosława Mądrego V klasy[2]
- 2013 – Order „Za zasługi” II klasy[3]
- 2017 – Order Księcia Jarosława Mądrego IV klasy[4]